# Бирхофф, Оливер
О́ливер Би́рхофф (нем. Oliver Bierhoff; род. 1 мая 1968[…], Карлсруэ, Баден-Вюртемберг) — немецкий футболист, нападающий. Сейчас является менеджером национальной сборной Германии.

## Игровая карьера

### Клубная
Футбольную карьеру Оливер начал в детских и юношеских командах Эссена и Юрдингена. В 1987 году он стал чемпионом Германии для команд в возрасте до 20 лет.
Первым профессиональным клубом в карьере Бирхоффа стал юрдингенский «Байер». К тому момента команда переживала лучший период в своей истории и смогла занять третье место в Бундеслиге. Вклад Оливера в это достижение, однако, был небольшим — в дебютном сезоне он сумел отличиться лишь двумя голами. Не стали результативными и следующие два сезона, по итогам которых на счету нападающего также числилось всего два гола. В 1988 году он перешёл в «Гамбург», за который отыграл один сезон, но так и не смог раскрыться в полной мере, несмотря на то, что за сезон отличился шестью голами. После этого форвард отправился в мёнхенгладбахскую «Боруссию», в составе которой провёл всего несколько месяцев и отличиться не сумел.
После нескольких неудачных сезонов Бирхофф оказался не востребован в клубах Бундеслиги и перебрался в Австрию, став футболистом «Аустрии» из Зальцбурга. В первый же сезон он установил клубный рекорд результативности, забив 23 гола. В этой команде Оливер научился использовать свои сильные игровые стороны: высокий рост и физическая мощь. Значительную часть своих голов он забил головой, выигрывая при этом большинство единоборств у защитников.
В 1991 году немецкого нападающего приобрёл «Интернационале», за который он, однако, так и не сыграл ни одного матча. Сразу после перехода «нерадззури» отдали его в аренду в «Асколи». По итогам сезона команда заняла последнее место в Серии А, а результативность Бирхоффа вновь снизилась — за сезон он забил всего два гола. Несмотря на это руководство «бело-чёрных» приняло решение выкупить форварда. Уже в следующем сезоне он с 20 голами стал лучшим бомбардиром Серии В, а «Асколи» для выхода в элиту итальянского футбола не хватило всего двух очков. На протяжении следующих двух сезонов Бирхофф являлся основным нападающим команды, стабильно поражая ворота соперников. Однако в 1995 году «Асколи» вылетел в Серию С.
Несмотря на понижение в классе, внимание на Оливера обратил «Удинезе». Нападающему на тот момент было 27 лет и этот переход был последним шансом для него заиграть на высоком уровне. Уже в первый год немец стал лучшим бомбардиром команды, а в 1998 году стал лучшим бомбардиром Серии А, забив за сезон 27 голов — чуть менее половины всех голов команды. Во многом эти голы помогли «Удинезе» завоевать бронзовые медали чемпионата, второй раз в истории попал в призёры первенства, а Бирхофф был признан футболистом года в Германии.
После столь великолепного сезона Бирхофф перешёл в один из ведущих клубов Италии «Милан». По итогам дебютного сезона он с 20 голами стал лучшим бомбардиром «россонери» и сыграл одну из определяющих ролей в завоевании чемпионского титула, который стал первым клубным трофеем в его карьере. В частности, на счету немца оказался «золотой гол», забитый в ворота «Перуджи» в матче последнего тура. Перед началом следующего сезона состав «Милана» пополнил Андрей Шевченко, в результате чего Бирхофф стал больше играть в подыгрыше, регулярно создавая моменты для своего украинского партнёра. Сам Оливер, при этом, записал на свой счёт 14 голов. В следующем сезоне его результативность стала ниже (всего 9 голов), а состав команды пополнили Филиппо Индзаги, Марко Симоне и Хави Морено. В этих обстоятельствах 33-летний нападающий принял решение покинуть «Милан».
На правах свободного агента он стал футболистом «Монако», где не имел постоянной игровой практики, а уже в следующем сезоне вернулся в Италию, став футболистом скромного «Кьево». Этот клуб стал последним в его игровой карьере, которую он завершил летом 2003 года.

### В сборной
За сборную Германии Бирхофф дебютировал 21 февраля 1996 года в возрасте 27 лет в матче против сборной Португалии, завершившимся победой немцев со счётом 2:1.
Через несколько месяцев он был включён в заявку сборной на Евро-1996. На протяжении всего турнира Оливер лишь дважды появлялся на поле, при этом не сумев как либо себя проявить. В финальном матче турнира против сборной Чехии, который состоялся 30 июня 1996 года, Бирхофф вышел на замену на 69-й минуте и менее чем через пять минут ударом головой сравнял счёт, а на 105-й минуте по правилу «золотого гола» оформил дубль и принёс своей команде титул чемпиона Европы.
На чемпионате мира во Франции Бирхофф был уже основным нападающим команды и забил три важных гола: в матче со сборной Югославии он на 80-й минуте сравнял счёт (матч закончился со счётом 2:2), в следующей игре против сборной Ирана он забил победный гол на 50-й минуте, а в матче 1/8 финала с командой Мексики вновь забил победный гол, принеся победу своей команде за пять минут до конца матча.
На Евро-2000 и чемпионате мира 2002 года Оливер был уже игроком ротации. При этом, если на чемпионате Европы он появился на поле лишь однажды, то на дальневосточном «мундиале» принял участие в пяти матчах и отметился голом в ворота сборной Саудовской Аравии. 30 июня 2002 года в финальном матче чемпионата против сборной Бразилии Бирхофф в последний раз вышел на поле в составе национальной сборной, заменив по ходу матча Мирослава Клозе. Помочь сборной ему не удалось, и матч закончился победой бразильцев со счётом 2:0.
По количеству голов за сборную Германии Бирхофф занимает 10-е место[когда?], отличившись 37 раз.

#### Статистика в сборной
| Сборная Германии по футболу | Сборная Германии по футболу | Сборная Германии по футболу |
| Год                         | Матчи                       | Голы                        |
| --------------------------- | --------------------------- | --------------------------- |
| 1996                        | 11                          | 6                           |
| 1997                        | 8                           | 7                           |
| 1998                        | 17                          | 8                           |
| 1999                        | 8                           | 6                           |
| 2000                        | 8                           | 3                           |
| 2001                        | 7                           | 1                           |
| 2002                        | 11                          | 6                           |
| Всего                       | 70                          | 37                          |

## Менеджер и комментатор
С назначением Юргена Клинсманна тренером сборной Германии, 29 июля 2004 года специально для Бирхоффа была введена новая должность спортивного менеджера сборной. С тех пор и по сегодняшний день Бирхофф бессменно работает в этой должности и является членом президиума Немецкого футбольного союза. В мае 2018 года Немецкий футбольный союз продлил контракт с Оливером Бирхоффом до 2024 года.
Кроме того, Бирхофф является сокомментатором игр Лиги чемпионов на телеканале Sat.1.

## Статистика в качестве футболиста
| Выступление              | Выступление      | Выступление      | Лига | Лига | Кубок | Кубок | Суперкубок | Суперкубок | Еврокубки | Еврокубки | Итого | Итого |
| Клуб                     | Лига             | Сезон            | Игры | Голы | Игры  | Голы  | Игры       | Голы       | Игры      | Голы      | Игры  | Голы  |
| ------------------------ | ---------------- | ---------------- | ---- | ---- | ----- | ----- | ---------- | ---------- | --------- | --------- | ----- | ----- |
| Байер (Юрдинген)         | Бундеслига       | 1986/1987        | 19   | 3    | 4     | 4     | 0          | 0          | 4         | 2         | 27    | 9     |
| Байер (Юрдинген)         | Бундеслига       | 1987/1988        | 12   | 1    | 1     | 0     | 0          | 0          | 0         | 0         | 13    | 1     |
| Байер (Юрдинген)         | Итого            | Итого            | 31   | 4    | 5     | 4     | 0          | 0          | 4         | 2         | 40    | 10    |
| Гамбург                  | Бундеслига       | 1988/1989        | 24   | 6    | 3     | 1     | 0          | 0          | 0         | 0         | 27    | 7     |
| Гамбург                  | Бундеслига       | 1989/1990        | 10   | 0    | 1     | 0     | 0          | 0          | 0         | 0         | 11    | 0     |
| Гамбург                  | Итого            | Итого            | 34   | 6    | 4     | 1     | 0          | 0          | 0         | 0         | 38    | 7     |
| Боруссия (Мёнхенгладбах) | Бундеслига       | 1989/1990        | 8    | 0    | 0     | 0     | 0          | 0          | 0         | 0         | 8     | 0     |
| Боруссия (Мёнхенгладбах) | Итого            | Итого            | 8    | 0    | 0     | 0     | 0          | 0          | 0         | 0         | 8     | 0     |
| Аустрия                  | Бундеслига       | 1990/1991        | 33   | 23   | 0     | 0     | 0          | 0          | 0         | 0         | 33    | 23    |
| Аустрия                  | Итого            | Итого            | 33   | 23   | 0     | 0     | 0          | 0          | 0         | 0         | 33    | 23    |
| Асколи                   | Серия А          | 1991/1992        | 17   | 2    | 2     | 0     | 0          | 0          | 0         | 0         | 19    | 2     |
| Асколи                   | Серия B          | 1992/1993        | 35   | 20   | 2     | 1     | 0          | 0          | 0         | 0         | 37    | 21    |
| Асколи                   | Серия B          | 1993/1994        | 32   | 17   | 2     | 0     | 0          | 0          | 0         | 0         | 34    | 17    |
| Асколи                   | Серия B          | 1994/1995        | 33   | 9    | 1     | 0     | 0          | 0          | 0         | 0         | 34    | 9     |
| Асколи                   | Итого            | Итого            | 117  | 48   | 7     | 1     | 0          | 0          | 0         | 0         | 124   | 49    |
| Удинезе                  | Серия А          | 1995/1996        | 31   | 17   | 2     | 1     | 0          | 0          | 0         | 0         | 33    | 18    |
| Удинезе                  | Серия А          | 1996/1997        | 23   | 13   | 1     | 0     | 0          | 0          | 0         | 0         | 24    | 13    |
| Удинезе                  | Серия А          | 1997/1998        | 32   | 27   | 3     | 2     | 0          | 0          | 4         | 2         | 39    | 31    |
| Удинезе                  | Итого            | Итого            | 86   | 57   | 6     | 3     | 0          | 0          | 4         | 2         | 96    | 62    |
| Милан                    | Серия А          | 1998/1999        | 34   | 19   | 3     | 2     | 0          | 0          | 0         | 0         | 37    | 21    |
| Милан                    | Серия А          | 1999/2000        | 30   | 11   | 3     | 1     | 1          | 0          | 6         | 2         | 40    | 14    |
| Милан                    | Серия А          | 2000/2001        | 27   | 6    | 5     | 1     | 0          | 0          | 10        | 2         | 42    | 9     |
| Милан                    | Итого            | Итого            | 91   | 36   | 11    | 4     | 1          | 0          | 16        | 4         | 119   | 44    |
| Монако                   | Лига 1           | 2001/2002        | 18   | 4    | 5     | 2     | 0          | 0          | 0         | 0         | 23    | 6     |
| Монако                   | Итого            | Итого            | 18   | 4    | 5     | 2     | 0          | 0          | 0         | 0         | 23    | 6     |
| Кьево                    | Серия A          | 2002/2003        | 26   | 7    | 2     | 0     | 0          | 0          | 2         | 0         | 30    | 7     |
| Кьево                    | Итого            | Итого            | 26   | 7    | 2     | 0     | 0          | 0          | 2         | 0         | 30    | 7     |
| Всего за карьеру         | Всего за карьеру | Всего за карьеру | 444  | 185  | 40    | 15    | 1          | 0          | 26        | 8         | 511   | 208   |

## Достижения

### Командные
«Милан»
- Чемпион Италии: 1998/99

Сборная Германии
- Чемпион Европы: 1996
- Вице-чемпион мира: 2002

### Личные
- Лучший бомбардир чемпионата Италии: 1998
- Лучший бомбардир Серии B: 1993
- Футболист года в Германии: 1998
- Введен в зал славы футбольного клуба «Милан»